# Horst Konzen
Horst Konzen (* 24. Juni 1936 in Wiesbaden) ist ein deutscher Rechtswissenschaftler und ehemaliger Hochschullehrer an der Johannes Gutenberg-Universität Mainz.

## Leben
Konzen studierte ab 1957 Rechtswissenschaften an den Universitäten Frankfurt am Main, Marburg und Mainz. 1962 legte er in Mainz seine Erste Juristische Staatsprüfung ab, 1967 folgte das Zweite Staatsexamen. Anschließend arbeitete er dort als wissenschaftlicher Assistent von Wilhelm Scheuerle, bei dem er 1968 zum Dr. iur. promovierte. Ab 1972 war Konzen als Assistenzprofessor in Mainz tätig, bis er 1974 ebenfalls bei Scheuerle seine Habilitation vollständig abschloss und die Venia legendi für die Fächer Bürgerliches Recht, Zivilprozessrecht, Arbeitsrecht und Handelsrecht erhielt.
Zunächst folgten Lehrstuhlvertretungen an den Universitäten Heidelberg und Gießen. 1975 nahm Konzen einen Ruf der Freien Universität Berlin auf den Lehrstuhl für Bürgerliches Recht, Handelsrecht und Zivilprozessrecht an. 1979 wechselte er an die Universität Mainz, wo er bis zu seiner Emeritierung 2003 den Lehrstuhl für Bürgerliches Recht, Arbeitsrecht, Handelsrecht, Zivilprozeßrecht innehatte.
Konzens Arbeitsschwerpunkte lagen vor allem im  Deutschen und Europäischen Privatrecht sowie dem kollektiven Arbeitsrecht. 2002 verlieh ihm die Jagiellonen-Universität in Krakau die Ehrendoktorwürde; seit 2003 ist Konzen ebenfalls Ehrendoktor der Universität Miskolc.
Er ist seit 1957 Mitglied der CV-Verbindung Rheno-Palatia (Breslau) zu Mainz im CV.
Bei Konzen habilitierte sich Barbara Dauner-Lieb.

## Werke (Auswahl)
- Aufopferung im Zivilrecht: Beitrag zu den Lehren vom bürgerlich-rechtlichen und arbeitsrechtlichen Aufopferungsanspruch. Duncker & Humblot, Berlin 1969, ISBN 978-3-428-02006-5 (Dissertation).
- Rechtsverhältnisse zwischen Prozessparteien. Duncker & Humblot, Berlin 1976, ISBN 3-428-03522-4 (Habilitationsschrift).
- mit Rupert Scholz: Die Aussperrung im System von Arbeitsverfassung und kollektivem Arbeitsrecht. Duncker & Humblot, Berlin 1980, ISBN 978-3-428-04606-5.
- Unternehmensaufspaltungen und Organisationsänderungen im Betriebsverfassungsrecht. Deutscher Fachverlag, Frankfurt am Main 1986, ISBN 978-3-8005-6866-6.
- mit Hans H. Rupp: Gewissenskonflikte im Arbeitsverhältnis. Carl Heymanns, Köln 1990, ISBN 978-3-452-21885-8.